# Resolució 1653 del Consell de Seguretat de les Nacions Unides
La Resolució 1653 del Consell de Seguretat de les Nacions Unides fou adoptada per unanimitat el 27 de gener de 2006. Després de recordar resolucions anteriors relatives a les situacions de la regió dels Grans Llacs d'Àfrica, República Democràtica del Congo i Burundi, en particular les resolucions 1625 (2005), 1631 (2005), 1649 (2005) i 1650 (2005), el Consell va abordar l'estabilitat de la regió dels Grans Llacs a Àfrica.
Els ministres d'Afers Exteriors de més de 10 països va participar en el debat del Consell de Seguretat abans de la votació.

## Resolució

### Observacions
En el preàmbul de la resolució, el Consell de Seguretat va reafirmar els principis d'integritat territorial, sobirania, unitat, bon veïnatge, no interferència i cooperació entre els estats de la regió dels Grans Llacs. Va condemnar el genocidi de Ruanda de 1994 i els conflictes subsegüents a la regió que van provocar violacions generals dels drets humans i dret internacional humanitari.
Mentrestant, els membres del consell eren conscients de la connexió entre l'explotació il·legal de recursos naturals i el tràfic d'armes per alimentar els conflictes a la regió dels Grans Llacs, en particular la República Democràtica del Congo. Era preocupat per l'impacte dels conflictes sobre la situació humanitària a tota la regió i les implicacions sobre la seguretat i l'estabilitat de la regió, que es van fer evidents en els casos de moviments transfronterers de grups armats com l'Exèrcit de la Resistència del Senyor, que va provocar la mort i el desplaçament de persones al nord d'Uganda, la República Democràtica del Congo i Sudan.
La resolució va donar la benvinguda al diàleg entre països de la regió i recordant les resolucions anteriors que demanaven una conferència internacional sobre pau i seguretat als Grans Llacs africans, observant que aquesta conferència havia tingut lloc a Dar es Salaam el novembre de 2004. Al mateix temps es van lloar els èxits regionals, inclòs un nou govern democràtic a Burundi i la transició democràtica a la República Democràtica del Congo. La Missió de les Nacions Unides a la República Democràtica del Congo (MONUC) i l'Operació de les Nacions Unides a Burundi (ONUB) van ser elogiades pels seus esforços.

### Actes
El Consell de Seguretat va instar els països de la regió a continaur promovent bones relacions, la convivència pacífica i la resolució de disputes. També es va instar als països a respectar els drets humans, inclosos els de dones i nens, i promoure la bona governança, l'estat de dret i les pràctiques democràtiques. A més, el Consell va demanar als països interessats que portessin a la justícia els responsables de les violacions dels drets humans.
El text de la resolució va condemnar les activitats dels grups armats i milicians a la regió, incloses les Forces Democràtiques per a l'Alliberament de Ruanda, Palipehutu i l'Exèrcit de la Resistència del Senyor. Calia el desarmament, la desmobilització i la reintegració d'excombatents, segons el Consell. Va subratllar la necessitat de protegir els civils i els treballadors humanitaris dels atacs i posar fi als atacs dels grups armats; es va demanar al Secretari General que proporcionés recomanacions sobre la millor manera de donar suport als esforços a aquest respecte.
La resolució va concloure demanant als estats que no permetessin que el seu territori fos utilitzat per grups armats per atacar als altres, que afrontessin els moviments transfronterers d'armes i grups armats i que cooperessin en la repatriació de grups estrangers.